# 원피스의 해적 목록
다음은 만화 《원피스》에 등장하는 가상의 해적 목록이다. 작품 내의 해적들의 이름은 실존했던 유명 해적을 바탕으로 만들어진 것이 많은 편이다.

## 사황(四皇)
오황은 그랜드라인 후반부인 신세계에서 활동하고 있는 유명한 해적단으로 수많은 해적단들 중에서 가장 강력한 힘을 보유하고 있는 5개의 해적단을 가리키는 말이다. 여기서 오황은 마치 황제처럼 신세계에 군림한다고 하여 붙여진 이름이며 이들과 세력의 균형을 유지하기 위해 세계정부가 내세운 존재는 해군 본부와 정부가 공식 해적으로 인정한 왕하 칠무해 뿐이다. 현재 사황중 일인이였었던 대해적 故 흰 수염 (에드워드 뉴게이트)가 해군과의 전쟁중 사망하였고 흰 수염의 영토를 빠르게 장악해 나간 검은 수염(마샬 D. 티치)이 그 자리를 꿰차고 있으며, 밀짚모자 해적단의 선장인 몽키 D. 루피도 빅 맘의 간부들 중, 현상금이 8억 6000만 베리인 장성 '샬롯 크래커'와 10억 5700만 베리인 '샬롯 카타쿠리'를 쓰러뜨리면서 현상금이 15억 베리로 올라가 5번째 황제로 등극하게 된다.
현재 밀짚모자 해적단과 키드 해적단, 하트 해적단이 카이도우와 빅맘이라는 두 명의 사황을 쓰러뜨리며, 새로운 사황은 빨간머리 샹크스, 검은 수염 마샬 D. 티치, 천냥광대 버기, 밀짚모자 루피로 갱신되었다.

### 빨간 머리 해적단
샹크스(통칭 '빨간 머리' 일 '아카가미', '아카타로')
성우 : 이케다 슈이치
성우 : 홍시호(KBS, 투니버스) / 이동훈 → 김혜성(대원)
빨간 머리 해적단의 선장이며 사황중 한 명. 어렸을 때 버기와 함께 더불어 로저 해적단의 견습생이었으며, 그 때 로저에게서 그의 밀짚모자를 물려 받았다. 그의 왼쪽 눈에는 과거 마샬 D. 티치와의 결투에서 입은 세 줄의 상처가 있다. 로저가 처형당한 후 제 힘으로 해적단을 꾸려나갈 즈음 훗날 세계최강의 검사라 불리게 되는 검호 쥬라큘 미호크와 겨루어 호각을 이루었으며 '패왕색 패기'의 사용자로, 그가 故 흰 수염(에드워드 뉴게이트)과 대면할 때 패왕색의 패기를 발산하자 경험이 없는 선원들은 즉시 그 자리에서 의식이 날아가 쓰러져 버렸다. 11년 전 후샤마을을 기점으로 활동할 때 루피를 알게 되었으며 루피에게 동료의 소중함을 일깨워 주었다. 또한 당시 산적 히그마가 바다에 던진 루피가 '근해의 주인'이라 불리는 해수에게 잡아먹힐 위험에 처하자 패왕색 패기를 사용하여 루피를 구했지만, 그 대가로 왼팔을 잃었다. 그 후 후샤마을을 떠날 때 루피에게 '멋진 해적이 되어 다시 만나자는 약속을 하고, 그 증표로 자신의 밀짚모자를 루피에게 넘겨준다. 위대한 항로의 후반부라 할 수 있는 '신세계'에서 루피와 만날 것을 즐겁게 기대하고 있다. 마린포드에서 '흰 수염'과 해군이 일전을 벌일 당시, 사황 중 한 명인 '카이도'와의 대결을 펼치고 있다고 알려져 있었으나,  흰 수염(에드워드 뉴게이트)이 죽은 직후 싸움을 그만하자라는 코비를 죽이려는 아카이누의 마그마 주먹을 칼로 막은 다음 "네가 목숨을 걸고 만들어낸 용기있는 몇 초는 좋든 안좋든 지금 세계의 운명을 크게 바꾸었다"며 등장했다. 그는 해군 원수 센고쿠와 타협한 다음 전쟁을 끝내고 故 흰 수염(에드워드 뉴게이트)과 故 에이스의 시신을 거두어 신세계 어느 섬에서 장례를 치러주었다. 故 흰 수염(에드워드 뉴게이트) 장례식 때는 에이스의 최후의 행동을 듣고는 로저를 생각했다. 마린포드 전쟁을 종결시킨 장본인 현상금은 40억 4890만 베리.(10억 4000만 베리. → 40억 4890만 베리.)
벤 베크만
성우 : 소가베 카즈유키 → 타하라 아르노
성우 : 故 김일, 김승준(KBS), 서윤선(투니버스), 이호산(에피소드 오브 루피), 김지율(에피소드 오브 이스트 블루)
빨간 머리 해적단 부선장. 두뇌가 명석하며(이는 작가 오다 에이치로가 독자들의 질문에 답하는 SBS 코너에서도 확인된 바 있다. (오다 에이치로는 원피스 등장인물 중 가장 IQ가 높은 세 명을 꼽아달라는 질문에 1위로 벤 베크만, 2위로 캡틴 크로, 3위로 나미를 꼽았다.) 냉정, 침착한 성격이라, 가끔 덤벙대는 샹크스를 정확히 보좌하고 있다. 후샤마을을 기점으로 활동할 당시, 어린 루피에게 바다의 위대함과 공포를 가르쳐 주었다. 무기로는 라이플 총 한자루이고, 애연가로 항상 담배를 피운다. 마린포드에 등장하여 키자루에게 총을 겨누자 키자루가 손을 드는 것으로 보아 무장색 패기를 사용하는 것으로 보인다. 모습은 과거와 비교해 살짝 달라져서, 다소 나이가 든 모습에 머리가 백발이 되었고(선장 말리느라 고생), 얼굴에 열십자 모양의 흉터가 생겼다.
럭키 루
성우 : 도몬 히토시
성우 : 김소형 / 고구인 / 김기흥
빨간 머리 해적단 간부. 항상 손에 고기를 들고 먹고 있는 거한. 머리에는 두건을 쓰고 고글을 끼고 있다. 평소에는 재미있지만 싸울 때는 진지해진다. 비대한 몸집에도 불구하고 발군의 전투능력을 보여준다. 무기로는 총을 사용한다.
야솝(통칭 '저격수')
성우 : 코바야시 미치타카(구 닛타 산시로)
성우 : 윤세웅 / 이재범 / 김승준(대원방송),(애니원)
빨간 머리 해적단 간부이자 밀짚모자 해적단 소속인 저격수 우솝의 아버지. 루피의 기억에 의하면 야솝이 목표물을 놓친 적은 한 번도 없으며, 본인 스스로도 '난 개미 마빡 한복판도 맞출 수 있다고'라며 사격에 대한 강한 자신감을 보이고 있다. 야솝의 뛰어난 사격술은 아들 우솝에게 그대로 전해졌다. 샹크스에게 권유를 받아 우솝이 태어난 이후 우솝과 아내 반키나를 남겨두고 시롭 마을을 떠나 배에 오른다. 애니메이션 오리지널 에피소드편에선 예전 해군 소위 총잡이 대디 마스터슨을 이긴 전력을 보여준다. 마린포드에 등장할 때 과거에 비해 근육질이 되었으며, 아프로 머리에 가까웠던 머리는 드레드머리가 되었다. 오른팔에 YASOP이라고 문신을 새겼다. 정상전쟁 때 비스타를 노려보는 장면도 있었는데 원피스 블루딥에서는 이 장면을 강조했다.
록스타
성우 : 고우리 다이스케
성우 : 윤세웅(KBS) / 김승준(대원방송)
빨간 머리 해적단의 신입으로 현상금 9400만 베리. 빨간 머리 해적단에 가입하기 전에도 상당한 명성을 날렸다고 스스로 주장하고 있다. 샹크스와 '흰 수염'의 회담을 주선하기 위해 사자로서 '흰 수염'을 방문했고, 애송이 취급을 받자 격분하여 달려들었지만, 마르코에게 상대조차 되지 못했다.

### 흰 수염 해적단
1번대 대장 : 일명 불사조 마르코
새새 열매 능력자로 정상결전때 키자루를 상대 하는 모습으로 보아하니 전투력도 상당히 되는것 같다.
2번대 대장 : 일명 불주먹 에이스
해적왕 골 D 로저의 아들 이자 루피의 의형제 정상결전에서 아카이누에 의해 사망.

### 백수 해적단

#### 총독
카이도

#### 대간판
잭(통칭 '가뭄해 잭' / '대왕바리 어인')
성우 : 노무라 켄지
성우 : 이현
백수 해적단의 대간판이자 매머드 호의 선장이며, '3재해'라고 불리는 백수 해적단의 3대 간부 중 1인이다. 파괴를 좋아하는 무자비한 성격의 소유자로, 자신을 가로막는 자는 그게 누구라도 이유불문 공격한다. 악마의 열매는 '고대종' 코끼리코끼리 열매 모델 매머드를 먹었다. 그리하여 매머드로 변할 수 있다.  휘하에 '플레져스'와 '기프터즈'라는 부대를 두고 있다. 밝혀진 현상금은 10억으로, 현재 공식적으로 공개된 현상금 중 최고 액수였지만, 11위로 밀려났다. 와노쿠니의 무사 라이조를 찾는다는 목적으로 밍크족의 나라 모코모 공국에 쳐들어갔고, 시저 클라운의 생화학 무기까지 사용하여 모코모 공국을 멸망시켰다. 낮의 왕 이누아라시 공작의 한쪽 다리를 밤의 왕 네코마무시 나리의 한쪽 팔을 잘라버린다. 이후 호송되는 도플라밍고를 탈취하기 위해 센고쿠와 츠루가 이끄는 해군선을 기습했는데, 도플라밍고 탈취에는 실패했지만 간신히 살아남았다. 라이조를 다시 찾기 위해 조를 찾아왔다가 아예 코끼리를 죽이려 했으나, 모모노스케와 대화를 한 코끼리 즈니샤의 공격으로 선단이 거의 괴멸되었다. 능력자이기 때문에 바다에 빠져 움직이지 못함에도, 물 속에서도 살아있는 이유는 잭은 '대왕바리 어인'이다. 와노쿠니 쿠리 '바쿠라 마을' 총 책임자인 걸 밝혀졌다. 오키쿠의 말에 의하면 며칠 전 바쿠라 마을에 모습을 드러냈다고 하며, 바쿠라 마을에서 홀뎀을 화나게 하면, 잭에 의해 바쿠라 마을은 전부 황야로 바뀐다고 하였다.  루피가 와노쿠니에 왔다는 소식을 듣고는 떡고물 마을에 도착한 잭은 슈텐마루에게 루피가 어디있냐고 물어보는 도중, 갑자기 자신에게 공격을 하는 슈텐마루와 결투하는 도중에 슈텐마루가 자신의 가슴을 베어버린다. 그리고는 다시 싸우는 도중에 용의 모습으로 카이도가 자신을 부르면서 싸움이 중지된다. 그 이후, 와노쿠니 오니가시마에서 쿠리 쪽 상황이 나쁘다며, 킹에게 꾸지람을 듣게 된다.
킹(통칭 '화재의 킹' '검정 미라', 본명 알베르, )
성우 : 타무라 마코토
악마의 열매 용용 열매 프테라노돈의 능력자로 하늘에서 빅 맘 해적단의 배를 침몰시켜버린다. 루나리아 족이면서 카이도의 오른팔이기도 하다.. 현상금: 13억 9000만 베리. 조로에게 패배하는 동시에 무너지는 절벽 아래로 추락함. 이후에 모습이 공개되는데 와노쿠니 '우동 前 죄수 채굴장에서 해군 대장 중 항 명인 료쿠규(아라마키)의 숲숲 열매 능력에 인해 몸에서 수분들이 다 빠져나가 삐쩍 마른 상태로 등장한다.
퀸(통칭 '역재의 퀸')
성우 : 타카하시 히로키
백수 해적단의 대간판. 현상금은 13억 2000만 베리. 스모 선수처럼 몸이 크며 뚱뚱하다. 외형은 오카마처럼 보였으나 말투나 행동에서 특징이 드러나진 않았다.
자타공인 살빼면 인기 많아질것같아 살 안빼는 타입...

악마의 열매 용용 열매 브라키오사우루스의 능력자. 상디에게 패배함. 이후, 우동 前 죄수 채굴장에서 자연계 숲숲 열매 능력자인 해군 대장 중 한 명인 료쿠규(아라마키)에 인해 자신을 비롯한 백수 해적단 간부들의 몸에 있는 수분들이 다 빼았긴 모습으로 다시 등장한다.

#### 간부
스카치(통칭 '아이언 보이(Iron Boy)')
백수 해적단의 전투원. 원피스 713화에서 상급 해적이라고 언급되었다. 신세계의 어느 섬을 지키고 있다가 X-드레이크와 결투를 벌였다. 나중에 카리브의 모험에서 카리브와 잠시 대면하기도 했다.
시프스 헤드
성우 : 코니시 카즈유키 / 황창영
잭 휘하의 기프터즈 소속 병사. 스마일 능력자로 보이며, 양 손이 양의 뿔로 변신해 공격한다..
진라미
성우 : 우란 사키코 / 곽규미
잭 휘하의 기프터즈 소속 병사.
스크래치멘 아푸(통칭 '바다천둥', '백수 해적단 정보꾼')
성우:마도노 미츠아키 / 황창영
온에어 해적단의 선장이자 초신성 중 한 명이지만, 무슨 이유인지 2년후 현재 사황 중 한 명인 카이도가 이끄는 백수 해적단 산하해적단에 들어간게 확인되었다. 현상금은 3억 5000만 베리.(1억 9800만 베리 → 2년후, 3억 5000만 베리)
홀뎀
성우 : 코야마 츠요시, 이현
백수 해적단의 신우치이자 사자스마일 능력자이다. 특이하게도 아랫배에 사자의 머리와 앞발이 달려있으며, 이 사자의 이름은 카미지로. 카미지로가 홀뎀의 급소에 공격을 가하자 홀뎀과 함께 비명을 지르는 개그스러운 모습을 보인다. 오타마를 납치하지만, 루피의 고무고무 레드 호크에 의해 패배한다.
바질 호킨스(통칭 '마술사', '백수 해적단 신우치')
성우:소우야 시게노리
성우:박요한
호킨스 해적단의 선장이자, 카이도가 이끄는 백수 해적단의 신우치. 짚짚 열매 능력자이다. 2년후 현재는 사황 중 한 명인 카이도가 이끄는 백수 해적단에 들어간 상태이다. 현상금은 3억 2000만 베리.(2억 4900만 베리 → 2년후, 3억 2000만 베리.)
배트맨
성우 : 키타지마 쥰지 / 이승행
백수 해적단의 간수(기프터즈)이자, 박쥐스마일 능력자이다. 아래 하반신을 박쥐 날개로 변형시켜 하늘을 날아다닐 수 있고, 박쥐의 귀로 변형시켜 인간의 6배의 청각을 이용하여 먼 곳의 소리를 들을 수 있다.
가젤맨
백수 해적단의 간수(기프터즈)이자, 가젤스마일 능력자이다. 가젤의 다리로 변형해서 시속 200km로 달릴 수 있다.
래빗맨
성우 : 야마구치 캇페이 / 박요한
백수 해적단의 간수(기프터즈)이자, 토끼스마일 능력자이다.
스피드
성우 : 사토 사토미 / 원에스더
백수 해적단의 신우치이자, 말스마일 능력자이다. 갑자기, 자기 등에 올라 탄 루피와 오타마를 등에서 때어내려는 순간, 오타마의 수수경단을 먹은 후에는 오타마의 부하가 되어버린다. 이후, 오타마를 태우고, 마을을 빠져나가고 있는 도중 용의 모습을 한 카이도에게 발각되고 오타마를 지키려 했지만, 실력 차이 때문에 당한 후, 카이도의 망토 뒤쪽에서 자신의 부하들과 루피에게 처참한 신세로 발견된다.  무장색 패기를 사용한다.
도봉
성우 : 야마구치 타로 / 박성영
백수 해적단의 신우치이자 부간수장이다. 하마스마일 능력자이다.
알바카맨
백수 해적단의 간수(기프터즈)이자,  알바카 스마일 능력자이다. 애니메이션에선 얼굴에 무장색 패기를 사용할 수 있으며, 효고로와 대결에서 효고로의 '보이지 않는 갑옷'을 무장색 패기를 한 손에 의해 당하고 만다.
솔리티아
백수 해적단의 채굴장 여부간수장이다. 원숭이 스마일 능력자이자 6개의 팔을 갖고 있으며, 2,3번째 양쪽 손에 각각 검을 쥐고 있다.
다이후고
성우 : 김현욱
백수 해적단의 신우치이자, 채굴장 부수간장이다. 전갈 스마일 능력자이다. 채굴장에서 루피에게 패배한다.
사라헤비
성우 : 코마츠 유카 / 성예원
카이도 & 오로치의 부하이며, 꽃의 도읍에서 아이들을 가르치는 선생님이다. 뱀 스마일 능력자이다.
바바누키
성우 : 아카기 스스무
백수 해적단의 죄수 채굴장 간수장(신우치)이며, 코끼리 스마일 능력자이다.
브리스콜라
백수 해적단의 신우치이자, 고릴라 스마일 능력자이다.
포트릭스
백수 해적단의 신우치. 닭 스마일 능력자이다.
햄릿
백수 해적단의 신우치. 기린 스마일 능력자이다.

#### 토비롯포[10]
X 드레이크
페이지 원(페찡)
백수 해적단의 X 드레이크와 같은 직책 토비롯포이자, 동물계 고대종인 용용 열매(모델: 스피노사우루스) 능력자이다. 질서를 유지하고 지키기 위해서라면 아무런 죄도 없는 사람들에게까지 폭력을 휘드를 정도롤 비정한 성격이다. 자신이 속해 있는 백수 해적단 '토비롯포'에 친누나인 울티랑 함께 있다. 울티는 페이지 원을 '페찡'이라고 부르지만, 그렇게 불리는 자신은 싫어한다. 929화(애니판 923화)에서 동물형의 모습으로 첫 등장하여 상디를 찾기 위해 마을을 파괴한다. 그러다 갑자기 나타난 상디에게 공격을 당했다. 신체는 171cm. 나이는 20세. 현상금: 2억 9000만 베리.
울티
페이지 원의 누나이자 토비롯포이다. 동생인 페이지 원을 페찡이라고 부르며 머리에는 뿔이 달려 있는 예쁜 여성이다. 동물계 고대종인 용용 열매(모델: 파키케팔로사우루스) 능력자다. 페이지 원과 함께 몽키 D. 루피와 싸움 도중에 야마토의 공격을 받고 리타이어 당한다. 무장색과 견문색 패기를 사용하여, 루피와 대결한다. 신체는 173cm. 나이는 22세. 현상금: 4억 베리.
후즈·후 (일명물보라 후)
동물계 고대종 고양고양 열매(모델:샤벨 타이거)이며, 前 후즈 ·후 해적단 선장이다. 현상금: 5억 4600만 베리 징베에게 패배함.
사사키(일명한가득 사사키)
성우 : 볼케이노 오오타
동물계 고대종인 용용 열매(모델: 트리케라톱스) 능력자이자, 前 사사키 해적단 선장이다. 신체는 318cm. 나이는 34세. 현상금: 4억 7200만베리. 프랑키에게 패배함.
블랙 마리아
동물계 고대종 거미거미 열매(모델: 로사미갈레 그라우보겔리) 능력인 거미인간이다. 신체는 820cm. 나이는 29세. 현상금: 4억 8000만 베리. 니코 로빈에게 패배함.
백수 해적단 '장갑부대'

### 검은 수염 해적단

#### 제독
본선 선장 마샬 D. 티치 (통칭 '검은 수염' 일 '크로히게')

#### 간부
1번선 선장 지저스 바제스 (통칭 '챔피언')
성우 : 이나다 테츠 / 故 김일(KBS, 대원방송)→ 이상헌(대원방송 14기부터) / 김지율(투니버스 에피소드 오브 사보)
검은 수염 해적단의 1번선 겸 조타수. 프로레슬러의 복면을 쓴 거한으로, '위-하하하!'라는 호탕한 웃음소리를 지니고 있다. '챔피언'이라는 별명에 걸맞게 괴력을 소유하고 있으며, 검은 수염을 쫓아온 에이스를 공격할 때는 집 한 채를 통체로 집어들어 던지는 모습을 보여줬다. 생각보다는 몸이 앞서는 성격으로, 에이스를 공격할 때에도 제일 먼저 나섰다가 티치에 의해 물러났다. 그 외, 임펠 다운, 정상결전 등에도 조금씩 출현해 주었다. 그리고 현재(2년 뒤), '투우 콜로세움'에서는 자신과 맞붙게 될 수십 명의 호걸들을 단숨에 쓸어버리는 등, 더욱 파워풀하고 강해진 모습으로 다시 등장한다. 힘을 자유자재로 조절하며 쓸 수 있는 힘힘 열매 능력자. 현상금:2000만 베리
2번선 선장 시류 (통칭 '비(雨)의 시류')
성우 : 스고 타카유키 / 이인석(애니원)
임펠 다운에 수감된 죄수. 본래는 마젤란과 함께 임펠 다운의 간수장을 맡고 있었으나, 피를 좋아하는 성격 탓에 일부러 죄수들을 풀어놓고 모조리 베어버리는 학살을 저지른 이후 간수장의 직을 잃고 임펠 다운에 수감되었다. 별명인 '비의 시류' 역시 학살 당시 죄수들을 베는 그의 주위로 피가 비처럼 쏟아져 붙여진 것. 이후 임펠 다운에 들어온 티치를 만나 입단을 권유받은 이후 임펠 다운을 배신하고 해적단에 들어왔다. 상당한 실력의 검술을 소유하고 있는 것으로 보인다. 925화에서는 압살롬을 죽인 뒤엔 투명투명 열매의 능력을 빼앗은게 확인됐다. 그리하여, 투명투명 열매 능력을 사용해 겟코 모리아를 검으로 베는 모습을 보였다.
3번선 선장 반 오거 (통칭 '음월(音越)')
성우 : 타카츠카 마사야 / 윤세웅(KBS, 대원방송)/ 양석정(투니버스) / 이원찬(애니원)
검은 수염 해적단의 3번선 선장 겸 저격수. 소리를 넘어선다는 별명 음월(音越)답게 발군의 속사실력과 저격실력을 지녔다. 유달리 운명에 관하여 관심이 많고 또, 그에 대한 언급을 자주 한다. 검은 수염을 쫓아온 에이스를 공격하려 했으나 바제스와 그는 상대가 되지 않는다는 티치의 만류로 물러났다. 순간이동을 자유자재로 할 수 있는 워프워프 열매 능력자. 현상금:6400만 베리.
9번선 선장 도크 Q (통칭 '사신(死神)')
성우 : 우치다 나오야 / 김소형(KBS, 대원방송) / 표영재(투니버스) / 이상헌 / 이현(애니원)
검은 수염 해적단의 9번선 선장 겸 선의. 어렸을 때부터 몸이 약했기에 언제나 금방이라도 쓰러질 것처럼 기침을 하고 있으며, 타고 있는 말 스트롱거 역시 주인을 태우고 있는 것이 기적일 정도로 병약한 말이다. 사신처럼 큰 낫을 가지고 공격한다. 보유한 능력은 아직 정확하게 알려지지 않았으며, 들고 다니는 바구니에 들어있는 사과를 사람들에게 나눠주는 모습이 등장했다. 이 사과들 중 일부는 폭탄사과로, 한 입 베어무는 순간 폭발한다. 루피가 한 개를 얼떨결에 받아 먹었으나 다행히도 보통 사과였다. 어떤 병이든 걸리게 할 수 있는 병병 열매 능력자.
5번선 선장 라피트 (통칭 '악마 보안관')
성우 : 마츠노 타이키 / 김소형(KBS, 대원방송) / 권성혁(투니버스) / 심규혁
검은 수염 해적단의 5번선 선장 겸 항해사. 예전에 웨스트 블루의 보안관이었지만 도를 넘어선 폭력으로 인해 추방된 이후 해적단에 들어왔다. 중절모를 쓰고 지팡이를 짚은 창백하고 마른 남자로, 자세한 배경은 아직 알려져 있지 않지만 해군 참모인 츠루가 바로 알아볼 정도이기에 상당한 경력을 지닌 인물인 것으로 짐작되고 있다. 악마의 열매의 능력인지는 확인되지 않았으나 자신의 팔을 날개로 변화시켜 날아오르는 모습을 보여줬고, 최면술 역시 사용 가능한 것으로 보인다. 나이는 41세로 검은 수염 해적단 원년 멤버 최연장자다. 또한 아론, 돈키호테 도플라밍고와 동갑이다. 현상금:4220만 베리
6번선 선장 카타리나 데본 (통칭 '초승달 헌터'/ '초승달 사낭꾼')
성우 : 사이토 키미코
성우 : 윤은서
검은 수염 해적단의 6번째 선장이자, 동물계 환수종, 개개 열매(모델:구미호) 능력자이다. 이 능력을 이용해 故 압살롬으로 변장한 모습으로 모리아를 감쪽같이 속였다. 원래는 임펠 다운 LV6의 여수인이었지만, 티치의 동료가 됐다. 최악의 여해적이라고 불린다.
8번선 선장 바스코 샷 (통칭 '대주가')
성우 : 다츠타 나오키
원래는 임펠 다운 LV6의 수인이었지만, 티치의 동료가 됐다. 항상 등에 아주 큰 술병을 메고 다닌다. 벌컥벌컥 열매 능력자.
4번선 선장 아발로 피사로 (통칭 '악정왕')
성우 : 타나카 카즈나리
성우 : 이창민
원래는 임펠 다운 LV6의 수인이었지만, 티치의 동료가 됐다. 악정'왕'이라는 별명답게 리더가 되고 싶어하는 성격이 강한 것으로 보인다. 티치가 '선장 일은 귀찮다'라고 이야기하자 자신에게 선장 자리를 넘기라고 제안하지만, 라피트가 '만약에 그렇게 되면 죽여버릴겁니다'라고 말한 이후에는 말을 삼가고 있다. 2년후, 검은 수염 해적단 4번선 선장이 된 상태이다. 섬섬 열매 능력자.
7번선 선장 산후안 울프 (통칭 '거대전함')
성우 : 오노 겐이치
원래는 임펠 다운 LV6의 수인이었지만, 티치의 동료가 됐다. 나이는 99세. 검은 수염 해적단 7번선 선장. 거인족이나 거인족의 두 배 크기인 오즈 일족보다도 큰 체구를 자랑하며, 이 덕분에 보통 인간이 아니라 '생물'로 불리는 경우도 있다. 어찌나 거대한지 어떻게 임펠 다운에 수감되어 있었는지도 의문스러울 정도이다. 말을 할 수 있지만 항상 더듬거리는 말투를 사용한다. 검은 수염 해적단의 배가 부서진 이후 이들을 태우고 다닌다. (엄청난 거구인지라 바다 밑바닥을 딛고 서있는 것이 가능하다.) 악마의 열매 중 하나인 거대거대 열매 능력자로 신체를 자유롭게 거대화 할 수 있으며, 악마의 열매 중 하나인 거대거대 열매 능력 영향으로 바다 속에 있을 때 "힘이 안 들어간다"라고 말한다.
10번 선장 쿠잔(통칭 '아오키지(푸른 꿩)')
성우: 코야스 티게히토 / 안장혁 / 이동훈
前 해군 대장이였지만 아카이누와 대결에서 패배한 뒤, 해군을 그만두고 현재는 그 거대한 전력이 검은 수염 해적단 선원 중 한 명이며, 10번 선장이다. 얼음얼음 열매의 결빙인간.

#### 분홍수염 해적단
분홍 수염
성우 : 김진홍
검은 수염 산하 해적단이다. 현상금은 5200만 베리. 위대한 항로 루루시아 왕국에 쳐들어와 대포를 쏘며, 루루시아 왕국에 사는 사람들의 금품을 빼았는 도중, 한 여자아이가 우유병을 안고 도망치자 우유병을 빼앗은 후 폭행을 하는 도중에 나타난 혁명군들에게 패거리들이 모두 당하며, 자신도 벨로 베티가 격려격려 열매로 루루시아 왕국의 사람들에게 용기를 주면서 여자아이가 휘두른 몽둥이에 맞고 쓰러진다.

### 밀짚모자 해적단
몽키 D. 루피 (Monkey D. Luffy, 통칭 '밀짚모자' 일 '무기와라')

## 이스트 블루의 해적단

### 크로네코 해적단
크로 (통칭 '백계의 크로')
성우 : 하시모토 코이치
성우 : 김환진(KBS, 에피소드 오브 이스트 블루), 심규혁(대원방송)
크로네코 해적단의 선장으로 활동하였다. 해적으로서의 생활에 피곤함을 느낀 그는 조용한 삶을 살기 위한 흉계를 꾸민다. 그는 쟝고의 최면술을 이용, 모건이라는 해병에게 크로를 처치했다고 믿게 한 후 잠적한다. 잠적한 그는 시롭 마을(우솝의 고향)의 주민 카야의 막대한 재산을 강탈하기 위해서 그녀의 집의 집사인 '클래하들'로 위장하던 중이었다. 그는 장고의 최면술을 이용, 카야에게 최면을 걸어 자신에게 유산 모두를 상속하게 한 후 죽일 계획이었다. 그러나 밀짚모자 해적단의 개입으로 실패하였다. 현재는 이스트 블루에서 또 다시 해적 생활을 하고 있다.
쟝고 (통칭 '1,2', '배신자 쟝고')
뿌찌
성우 : 타카토 야스히로
성우 : 변현우
크로네코해적단 전투원으로 아주 뚱뚱한 고양이처럼 생겼다. 샴의 파트너로 조로에게 패한다.
샴
성우 : 오노사카 마사야
성우 : 故 김일
크로네코해적단 전투원으로 아주 날씬한 고양이처럼 생겼다. 뿌찌의 친구로 조로에게 패한다.

### 클리크 해적단(해적함대)
돈 클리크 (통칭 '속임수의 명수')
성우 : 타치키 후미히코
성우 : 이재용(KBS, 대원방송), 시영준(투니버스), 손수호(에피소드 오브 이스트 블루), 이상헌
클리크 해적단의 선장. 속임수를 잘 쓰는 것으로 유명하다. 이스트 블루에서 활동하던 그는 50척의 배를 이끌고 그랜드 라인에 도전하였으나 쥬라큘 미호크의 공격을 받고 괴멸하였다. 그 후 재기를 꿈꾸며 해상 레스토랑 발라티에를 공격하나 몽키 D. 루피에 의하여 패배하고 만다. 현상금은 1700만 베리이다.
깅 (통칭 '귀신')
성우 : 오노 켄이치
성우 : 김승태(KBS), 이동훈(대원방송), 김기흥(투니버스 에피소드 오브 이스트 블루)
클리크 해적단의 총대장. 무기는 철퇴(정확히는 톤파이며, 톤파 끝에 철구가 달려있다)를 사용하고 함대의 총대장인 클리크의 충실한 부하. 전투할 때 상대를 무자비하게 죽였기 때문에 '귀신'이라는 별명이 붙었다. 배가 고파서 죽을 지경까지 되었을 때, 상디가 깅에게 음식을 주었고, 그 은혜 때문에 상디를 죽이지 못했다. 그 죄로 클리크에게서 날아온 독가스를 상디 대신 마시게 된다. 현상금:1200만 베리.
파알 (통칭 '철벽')
성우 : 카와모토 히로유키
성우 : 정훈석(KBS), 김디도(대원방송), 김지율(투니버스 에피소드 오브 이스트 블루)
클리크 해적단 제2부대 대장. 온몸을 감싼 강철 방패를 주무기로 사용한다. 맹수들이 많은 정글에서 자란 탓에 상처가 조금이라도 나면 방패에 불을 붙여 공격한다. 이후에 깅이 상디를 보호하고자 돌연 공격하여 방패가 깨져 공격 불능 상태가 된다. 세상에서 자기가 가장 잘생겼단 망상에 빠져 있다(왕자병 환자).

## 위대한 항로의 해적단

### 브리킹해적단
와포루(통칭 '브리킹(주석)의 와포루')
성우 : 시마다 빈
성우 : 이종구 / 고구인
브리킹 해적단의 선장. 원래는 드럼왕국의 왕이었지만 검은 수염(마샬 D. 티치)와 5명의 부하들이 나라를 멸망시키는 바람에 제일 먼저 도망가 해적이 되었다. 다시 드럼왕국에 돌아와서 또 국민에게 폭행을 하려고 하는데, 몽키 D. 루피에게 패하여 어디론가 날아가 다리 밑에서 아이들을 상대로 장난감을 팔던 중 장난감에서 새로운 초합금(와포메탈)이 발견이 되면서 점차 장난감 사업이 확장해 나가 미스 유니버스와 결혼을 하여 재벌이 되었다. 2년 후 현재 사우스 블루에서 세계 귀족으로 인정을 받고 있으며, 악의 블랙 드럼 왕국을 건설 하였다. 우걱우걱 열매를 먹은 뭐든지 먹는 인간으로 '우걱우걱 팩토리'라는 기술로 먹은 물건을 자신의 신체 일부로 만들 수 있다.
체스
성우 : 누마타 유스케
성우 : 윤세웅 / 이경태
활을 잘 쏘고 쿠로마리모와 궁극의 합체, 체스마리모를 할 수 있다. 토니토니 쵸파에게 패배한다.
쿠로마리모
성우 : 노무라 켄지
성우 : 김소형, 서문석
정전기마리모 같은 검은 아프로를 던져 공격한다. 체스와 궁극의 합체, 체스마리모를 할 수 있다. 토니토니 쵸파에게 패배한다.
이시20
20명의 의사. 와포루의 힘에 눌려 브리킹해적단에 들어와 있었다.

### 사루야마 연합군
故 몽블랑 놀랜드
성우 : 오오츠카 호우츄
성우 : 故 김관진(KBS), 곽윤상(투니버스 에피소드 오브 스카이피아) / 김승준(챔프)
몽블랑 크리켓의 조상으로 당시 탐험가로써 이름을 떨치던 도중 자야의 황금의 도시를 최초로 발견하여 그곳의 리더 카르가라와 친분을 맺고서 다시 돌아오겠다라는 약속을 맺고 헤어진다. 그러나 놀랜드가 고향에 들렸다가 국왕의 명령으로 다시 자야에 도착하였을 때 황금의 도시는 이미 녹업스트림으로 인해 하늘섬으로 솟아 올라가 버린지 오래였다. 그리하여 놀랜드는 분노한 국왕에 의해 억울한 누명을 쓰게되어 참형당하게 되고 이 이야기는 훗날까지 전승되어 '거짓말쟁이 놀랜드'란 제목의 동화로 널리 알려지게된다.
몽블랑 크리켓
성우 : 타니구치 타카시
성우 : 이봉준(KBS, 투니버스 에피소드 오브 스카이피아) / 이재범(대원방송)
10년 전에는 해적이었지만 자신의 선조 몽블랑 놀랜드가 한 말이 정말 거짓말인지 알아내기 위해 자야동쪽 해안에서 해적단에서 나온 후 혹시 황금의 도시가 바다 밑으로 가라앉아버린건 아닐까하는 생각에 쉴새없이 바다에 들어가다 결국 잠수병에 걸리게 된다. 사루야마 연합군 리더. 현상금:2500만 베리.
마시라 (통칭 '인양왕')
성우 : 타하라 아루노
성우 : 윤세웅 / 고구인
마시라해적단 선장. 고릴라 같은 외모를 가지고 있다. 사루야마연합군 일원으로 해적이지만 해저에 가라앉은 보물을 인양하는 것을 본업으로 하고 있다. 배 앞부분의 선수상은 심벌즈를 든 원숭이 모양인데, 이 심벌즈가 집게의 역할을 하여 가라앉은 보물을 인양한다. 마사라 본인이 직접 잠수해서 보물을 찾는 경우도 있으며 원숭이를 닮았다라는 칭찬에 약하다. 현상금은 2300만 베리.
쇼죠 (통칭 '해저탐사왕')
성우 : 타노나카 이사무
성우 : 서문석 / 김디도
쇼죠해적단 선장. 오랑우탄 같은 외모의 소유자. 마사라처럼 약탈보다는 해저에 가라앉은 보물을 탐사하는 것을 본업으로 하고 있다. 자신의 목소리를 이용, 마치 스캐너처럼 바다속을 탐색하며 그 고주파를 이용하여 상대를 교란시키기도 한다.
우탄 다이버즈

### 폭시 해적단
폭시 (통칭 '은여우')
성우 : 시마다 빈
성우 : 서문석(KBS, 투니버스) / 심규혁→김혜성(대원방송)
폭시 해적단의 선장. 현상금은 2400만 베리. 밀짚모자 해적단에게 해적들의 게임인 데이비 백 파이트를 걸어 토니토니 쵸파를 빼앗는 데 성공했으나, 역으로 포르체와 햄버그를 제외한 모든 선원들을 빼앗기게 된다. 그러나 그렇게 많은 동료가 필요없는 루피는 그에게 다시 선원을 돌려준다. 하지만 감사하는 것은 잠시, 자신의 자존심 때문에 복수를 하려고 몇 차례 시도하나 마찬가지로 패배한다. 루피는 선원 대신 해적기를 빼앗았고, 직접 새 해적기를 그려 주었으나 너무 엉망진창으로 그려 폭시 일당 전원을 화나게 했다. 느릿느릿 열매를 먹어 느릿느릿빔을 발사해 맞으면 30초 동안 느려진다. 선원을 500명 이상 가지고 있다. 섬세한(?) 성격으로 조금이라도 심한 말을 들으면 바로 침울해진다.
포르체 & 카포티[청새치 어인] & 몬다
성우(포르체): 나카야마 사라 / 소연(KBS, 투니버스), 정옥주(대원방송)
성우(카포티): 츠치다 히로시 / 이장원(투니버스), 이동훈(대원방송)
성우(몬다): 고구인(대원방송)
이 인원이 도넛 레이스에 나가서 나미, 로빈, 우솝팀을 이긴다. 포르체는 꽃수리검을 이용해 공격한다. 카포티는 어인무술을 할 줄 안다. 몬다는 별상어이다.
햄버그 & 피클스 & 빅빵(KBS 및 투니버스판 빅뱅)
성우(햄버그): 카케가와 히로히코 / 이광수(KBS), 강호철(투니버스), 고구인(대원방송)
성우(피클스): 류타니 오사무 / 서문석(KBS, 투니버스), 이동훈(대원방송)
성우(빅뱅): 오오바 마히토 / 이장원(KBS, 투니버스), 고구인(대원방송)
햄버그는 고릴라처럼 생긴 폭시해적단 전투원. 피클스는 햄버그보다 더 크다. 빅빵은 미꾸라지 어인과 거인 사이에서 태어났다. 셋 다 그로키 링에 나가서 조로, 상디에게 패배했다.
이토미미즈
성우 : 난바 케이이치
성우 : 윤세웅 / 이경태
폭시 해적단 연회대장, 하늘에서 해설을 한다. 사우스블루의 진귀한 새 '특대참새' 츄츤을 타고 중계한다.
지나, 도노반, 소니에
폭시 해적단 목수들.

### 롤링 해적단
로라
리스키 형제
성우 : 누마타 유스케 / 니시와키 타모츠
롤링 해적단의 선원. 조로의 희생을 루피를 비롯한 다른 사람들에게 말하려 했으나 상디의 만류로 하지 못했다.

### 플라잉 해적단
반더 덱켄 가문이 선장이 되어 이끌고 있는 해적단. 용궁 왕국을 지배하기 위해 신 어인 해적단과 동맹을 맺는다.
반더 덱켄 9세[괭이상어 어인]
성우 : 타카기 와타루
성우 : 윤세웅(대원방송)
플라잉 해적단의 선장. '저주받은 악령'으로 알려진 반더 덱켄의 후손이다. 초인계 열매인 표적표적 열매를 먹어 자신의 손과 접촉한 모든 것을 어느 장소에서나 공격할 수 있다. 어인이지만 능력자이기 때문에 헤엄을 치지 못한다. 넵튠의 딸 시라호시와의 결혼을 위해 10년째 능력으로 시라호시를 위협하고 있었다. 시라호시에게 심하게 거절당한 덱켄은 실성한 나머지 어인가에 있는 거대한 배 '노아'를 어인섬으로 던져 어인섬을 파괴하려 하나 시라호시는 어인섬 바깥으로 빠져나가고, 시라호시를 쫓던 덱켄은 어인섬을 파괴하려는 호디 존스의 계략에 희생되었다. 반란이 진압된 후 덱켄은 호디 일당과 함께 용궁성의 감옥에 갇혔다.
와다츠미(큰자주복 어인, 통칭 '까까머리 거한')
앙코로
반더 덱켄의 애완 대왕아귀.
플라잉 더치맨(Flying Dutchman)
플라잉 해적단의 해적선. '저주받은 배', '유령선'으로 유명하다.

## 루피일당이외 초신성 루키

### 바르토 클럽
바르톨로메오 (통칭 '식인종')
성우 : 모리쿠보 쇼타로
성우 : 홍범기 (투니버스 에피소드 오브 사보) / 이인석 (대원방송)
원피스 705화(만화책)에서부터 등장하는 신예 루키 중 한명. 706화에 모습이 등장했으며, 명칭답게 굉장히 잔인하고 무섭게 생긴 외모를 가졌다. 키가 크고 말라보이는 체형이며, 굉장히 잔혹하고 미치광이같은 성격이다.(다른 해적들을 꼬치로 만들어버렸으며, 시민들을 폭격하기도 했다고 함) 자신의 참모인 '선교사' 감비아를 쓰러뜨린 해군본부 중장 캡맨(추격자 메이나드)를 압도적이면서 단번에 순살시켜버리는 막강한 실력자이다. 전투력은 칠무해와 동등한 급으로 추정되며(2년전 칠무해들), 배리어배리어 열매의 배리어인간이며, 방어막을 공격형태로 바꿔서 공격할 수도 있다. 이 능력으로 '투우 콜로세움' B블록에서 우승했다. 2년 전, 루피가 로그 타운의 사형대 위에서 외친 말에 감명을 받았다고 한다.(본인 말로는) 현상금은 2억 베리.(1억 5000만 베리 → 2억 베리) 바르톨로메오가 이글이글 열매를 손에 넣으려 하는 이유는 720화에서 밝혀진다.(사실, 바르톨로메오는 한낯 지방의 마을들을 다스리는 암흑가의 보스였다. 하지만, 그는 루피의 엄청난 활약을 보고 존경해서 바다로 나와 해적이 된 것이다. 그리고 루피를 마치 신처럼 받들어 모시게 되었다. 루피를 너무 존경하는 나머지 눈물까지 흘릴 정도이다. 그리고 루피를 만나게 되자 루피에게 인사를 하러 갈려고 하나 루피가 오해하고 도망가버린다.) 펑펑 열매 능력자인 글라디우스와의 전투에서 글라디우스를 배리어 볼을 쳐서 가두어 버린다. 하지만, 글라디우스의 펑펑 열매 능력인 패션 펑크란 기술에 의해 엄청난 치명타를 입지만, 글라디우스가 방심한 사이 자신의 주먹에 배리어 친 다음 '오마주 신권'-배리어배리어 총으로 글라디우스의 뒤통수를 강하게 내려쳐 쓰러뜨린다. 자신과 모든해적단들이 몽키 D. 루피를 부모로 생각하고, 몽키 D. 루피가 이끄는 밀짚모자 해적단 밑으로 들어가기로 하지만, 해적왕이 되고 싶은 몽키 D. 루피에게 모두 거절당한다. 하지만, 도플라밍고와 같이 싸웠던걸 잊지 말자는 몽키 D. 루피의 말에 감동을 받은 바르톨로메오는 모든 해적단들과 같이 밀짚모자 해적단 밑으로 들어가기로 맘을 먹고, 술잔을 나눈다. 루피를 너무 존경하는 나머지 자신의 해적선 앞부분을 몽키 D. 루피를 본 떠서 만들었다. 배 이름은 고잉루피선배 호다. 그리고, 드레스로자 전투 후 새로 나온 밀짚모자 해적단 현상금 수배서들을 액자에 넣어 자신의 배에 걸어두었다. 이후, 드레스로자 사건 후 현상금이 2억 베리로 오른다.
감비아 (통칭 '선교사')
성우 : 이기성 (애니박스)
원피스 705화에서부터 등장하는 신예 루키, 바르톨로메오 클럽의 참모. 굉장히 세련된 무도가 복장을 하고 있으며, 무기로는 쌍절곤을 쓰는 듯 하다. 해군본부 중장 캡맨(추격자 메이나드)의 대화를 엿들었다가 그만 순살당하는 불쌍한 캐릭터이다. 현상금은 6700만 베리.

### 아름다운 해적단
캐번디시 (통칭 '해적 귀공자', '백마의 캐번디시', '롬멜의 회오리바람', '하쿠바의 캐번디시')
술레이만(통칭 '참수 술레이만', 디아스 해전 A급 전범)
원래는 디아스 해전의 영웅이였으나, 이제는 전범으로 나라에서 쫓겨나 뒤에서 떠도는 칼잡이로 사는 신세가 된다. 734에서 캐번디시에게 패한 뒤에 캐번디시가 이끄는 아름다운 해적단에 들어오면서 몽키 D. 루피가 이끄는 밀짚모자 해적단 산하 해적단에 들어가게 된다.

### 키드 해적단
유스타스 키드 (통칭 '캡틴 키드', '뾰족남')
킬러(카마조) (통칭 '살육무인', '살인귀')
성우 : 하마다 켄지
사우스블루 출신으로 키드해적단 전투원, 이상한 마스크를 쓰고 있다.  현재 현상금은 2억 베리(2년 전 1억 6200만 베리). 키드와 마찬가지로 11명의 초신성 중 하나. 성질이 과격한 키드와는 달리 침착하고 냉정한 성격으로 알려져 있었지만, 와노쿠니에서 '살인귀 카마조' 정체가 바로 킬러인게 밝혀졌으며, 오로치의 스파이로 했다.  오로치의 명령으로 타마와 히요리를 죽이라는 명령을 받았지만, 조로와 대결에서 패배하고 만다. 이후, 조로에게 패배한 후, 키드와 함께 퀸이 있는 '와노쿠니 우동' 죄수실로 잡혀왔는데, 가면을 쓴 이유가 밝혀진다. 와노쿠니에서 인조 악마의 열매 중 인 SMILE 열매 실패작을 먹은 피해자 중 한 명으로 밝혀졌다. 이후, 바질 호킨스와 대결에서 승리한다.
히트
키드 해적단 선원. 입에서 불을 뿜어내는 공격기를 사용한다.
와이어
키드 해적단 선원. 삼지창을 사용한다.

### 하트 해적단
트라팔가 로 (통칭 '죽음의 외과의', 본명 '트라팔가 D. 워텔 로', '트랑이')
베포
성우 : 타카토 야스히로
성우 : 박요한
하트해적단 전투원이자 항해사. 싸움을 잘 하는 백곰 밍크족으로, 신세계의 섬 '조' 출신이다. 하지만 어렸을 때 떠나서 고향에 대한 기억은 거의 없다고 한다. 로에게는 10년째 함께하고 있는 가장 믿음직스런 동료다. 언행을 지적받는 즉시 사과하는 소심한 성격의 소유자. 현상금은 500베리. 다른 동료들과 함께 조에 머물고 있었으며, 루피가 로와 함께 왔다는 소식에 매우 기뻐했다.
쟘발
성우 : 마스타니 야스노리
하트해적단 신입선원. 샤본디제도에서 노예로 팔려갈뻔한 것을 로가 풀어준 후 해적단에 들어온다. 이전에는 "해적 캡틴"이라는 별명이었던 듯하다.
샷치
하트해적단 선원. 카스케트 모자를 쓰고 있다.
펭귄
하트해적단 선원. 펭귄(Penguin)이라고 적힌 모자를 쓰고 있다. 선장을 매우 아끼는 듯한 태도를 보인다.

### 호킨스 해적단
바질 호킨스 (통칭 '마술사')
성우 : 소우야 시게노리
성우 : 박요한
호킨스 해적단의 선장이자 백수 해적단의 신우치. 노스블루 출신으로 현재 현상금은 3억 2천만 베리(2년 전 2억 4900만 베리). 항상 자신과 타인이 죽음을 맞이할 확률을 카드점을 이용해 계산하며, 그 결과에 절대적인 신뢰를 가지고 행동한다. 악마의 열매는 온 몸이 짚으로 변한 수 있는 짚짚 열매 능력자이다. 그리하여, 거대한 짚인형으로 변신, 손가락 끝에 박혀있는 못을 이용해 상대를 공격하는 항마의 상(降魔の相)이라는 능력을 사용할 수 있다. 또한 변신시 몸 속에 숨겨둔 조그만 짚인형을 이용, 자신이 받은 데미지를 제3자에게로 넘겨버릴 수 있는 능력도 보유하고 있지만 인형의 개수에는 한계가 있는 듯 하다. 사본디 제도에서 키자루와 전투할 때, 그의 능력을 본 키자루는 '자연계는 아니로군' 이라고 언급했다.  온에어 해적단, 키드 해적단과 동맹을 맺는다. 또한, 현재는 사황 카이도가 이끄는 백수 해적단의 산하로 들어간 상태이다. 912화에서 와노쿠니에 도착한 루피가 조로와 만나는 동시에 자신의 부하 2명과 함께 길을 막는다.

### 드레이크 해적단
X 드레이크

### 온에어 해적단
스크래치멘 아푸 (통칭 '바다천둥')
성우 : 마도노 미츠아키
성우 : 황창영
온에어 해적단의 선장이자 백수 해적단의 정보꾼. 위대한 항로의 '파리기구나' 섬 출신으로 현재 현상금 3억 5천만 베리(2년 전 1억 9800만 베리). 수장족(手長族)이라는 부족 출신으로, 보통 사람보다 팔이 매우 길고 팔꿈치 관절이 한 개 더 있다. 중국풍의 옷을 입고 있으며, 다른 사람의 일에 끼어들거나 구경하는 일을 좋아하는 것으로 보인다. 신체의 각 부분을 악기로 변화시켜 그 소리로 상대를 공격하는 '전투음악'이라는 능력을 보유하고 있다. 특히 그의 이빨은 언제나 피아노 건반 모양을 하고 있다. 키드 해적단, 호킨스 해적단과 동맹을 맺는다. 2년후 현재 사황 카이도가 이끄는 백수 해적단 산하 해적단에 들어가 있는 게 확인됐다.

### 보니 해적단
주얼리 보니 (통칭 '대식가')
성우 : 키우치 레이코
성우 : 이새아
보니 해적단 선장. 사우스블루 출신으로 현상금은 1억 4천만 베리 → 3억 2000만 베리(2년후). 분홍색 머리가 특징인 미녀로 별명대로 엄청난 대식가다. 많이, 빨리 먹는만큼 음식을 여기저기 흘리며, 같은 식당에서 식사를 하던 카포네 '갱' 벳지는 이 모습을 보고 '입맛 떨어지는군' 이라 투덜거리기도 했다. 자신과 타인의 신체연령을 자유자재로 바꿀 수 있는 나이나이 열매 능력자이다. 마샬 D. 티치에게 잡혀 해군에 넘겨졌으나 용케 빠져나와 신세계에서 활동 중이다. 글자 M 모양의 특이한 형태로 앉는다.

### 파이어탱크 해적단
카포네 벳지 (통칭 '갱 벳지', '루크')
비토(통칭 '괴총')
파이어탱크 해적단의 상담역. 한 쌍의 권총을 주무기로 사용하며, 카멜레온처럼 긴 혀가 특징이다. 빅 맘의 초청을 거절하는 상디에게 무언가를 말해 주는데, '거절하면 너의 관계자 중 누군가가 죽는다'라고 말한 것으로 보인다. 상디를 뒤쫓던 보빈을 총으로 쏴버렸다. 그리고는 자신들의 아지트에서 벳지에게 보빈을 해치웠다고 보고한다. 현상금:9500만 베리.
고티(통칭 '살인업자')
파이어탱크 해적단의 선원으로, 주 역할은 킬러. 오른팔에 기관총을 장착하고 있다. 동료가 모욕을 당하는 것을 참지 못하는 성격. 현상금:9000만 베리.

### 파계승 해적단
우루지 (통칭 '괴승')
성우 : 쿠스노키 타이텐
성우 : 김현욱
하늘섬 출신. 현상금 1억 800만 베리. 인과응보의 축적축적 열매를 먹었다고 추측되며 데미지를 받은 만큼 강해지는 능력을 갖고 있다. 과거에는 빅 맘 자식 중 1명인 4장성인 샬롯 스낵을 쓰려뜨렸으나, 샬롯 가의 10번째 자식인 샬롯 크래커와 대결에서는 패배했다. 현재 초신성 중 유일하게 능력이 안 밝혀진 인물이다.

### 카리브 해적단
카리브 (통칭 '젖은 머리')
성우 : 테라소마 마사키
성우 : 이창민
카리브 해적단의 선장. 자연계 열매인 늪늪 열매를 먹은 늪 인간이다. 가짜 밀짚모자 해적단에게 속았다가 해군으로부터 도망친 뒤 진짜 밀짚모자 해적단을 쫓았으나 오히려 붙잡히는 신세가 되었다. 어인섬에 들어가 자신의 능력으로 인어들을 납치했다가 용궁성에 들어가 납치한 인어들을 놔주는 대신 보물을 훔쳤고, 시라호시의 능력을 알고 그녀를 납치하려 했으나 루피에게 들켜 용궁성에서 쫓겨났다. 어떤 인물을 찾아가려 하고 있으나, 그 인물의 정체는 아직 알려지지 않았다. 그 뒤로 혼자서 신세계를 탐험하는 도중, X(디에스) 드레이크에게 붙잡혀 와노쿠니 죄수 채굴장인 '우동'에 갇힌게 들어났다. 카이도에게 패한 후에 자신과 같이 채석장에 갇힌 루피에게 수수경단을 달라며 아부를 하면서 루피 부하가 된다며 탈옥할 때 자신도 데려가 달라며 말을 한다.   현상금은 2억 1000만베리.
코리브 (통칭 '피범벅')
성우 : 후쿠하라 코헤이
카리브의 동생으로, 카리브 해적단의 부선장격. 항상 삽을 들고 다닌다. 가짜 루피 일행에게 붙잡힌 형 카리브를 구하려다 크라켄에게 당했으나 운좋게 신세계에 도착하였다. 징베에게 끌려가는 카리브를 보고 구하러 쫓아가다 해군지부 G-5의 해병들과 싸운다. 그 와중에 카리브는 혼자 도망치고 만다. 현상금은 1억 9000만베리.

## '꽃의 나라' 칭자오 패밀리(통칭 '팔보수군')
돈 칭자오(통칭 '송곳의 칭자오')
돈 사이
부우
성우: 김영선(투니버스 에피소드 오브 사보), 황창영(대원방송)
돈 칭자오의 둘째이자 막내 손자로, 현 팔보수군 부대장. 등에 세 개의 도끼를 끼고 다닌다. 약간 모히칸 비슷한 헤어스타일을 하고 있으며, 오른쪽 팔이 약간 기계인 듯 하다. 자신의 형 사이와는 달리 차분한 성격이며, 정상이다. 루피와 똑같은 C블록이다. C블록에서 싸울 때, 엄청난 할약을 하며, '팔충권(八衝拳)'이라는 진동파 같은 기술을 쓴다. 또한 무장색을 쓰기도 한다. 펑크 형제에게 흥미를 보이면서 형 켈리를 터는듯 싶더니, 펑크 형제의 합체(?) 때문에 오히려 자신이 당하고 만다.
베이비 5(통칭 '전신무기 인간')

## 과거의 해적단

### 시키 해적단
시키(통칭 '금사자')
성우 - 타케나카 나오토 / 김기현 / 안효민
시키 해적단의 선장이자 록스 해적단의 선원이다. 통칭 하늘을 나는 금사자. 원피스 티처영상 에피소드 제로와 극장판에서만 등장하고, 단행본에서는 이름만 언급된다. 과거에 로저와 라이벌 관계였던 대 해적으로, 로저가 죽은 이후 홀로 마린포드로 쳐들어가 가프, 센고쿠와 엄청난 전투를 벌이고, 임펠 다운에 수감되었다. 그러나 자신의 발을 잘라 해루석 족쇄를 풀고서 탈옥하고, Dr.인디고와 하메 메르비뉴를 기점으로하여금 세상을 뒤엎을만한 또 다른 계획을 세우기 시작한다. 명검 오토와 코가라시를 사용하며, 극장판에서는 초인계 악마의 열매인 둥실둥실 열매를 먹어 물체를 띄우는 능력을 사용하는 것으로 나온다. 극장판에선 루피의 '거인의 천둥 도끼'에 패배하였다.
Dr. 인디고
성우 - 나카오 류세이 / 박만영
시키 해적단의 과학자. 엄청난 거구로 시키와 개그 콤비가 잘 맞는다. 한 발자국을 내딛을 때마다 방구소리가 나는 괴상한 신발을 신었으며 손에서 저글링 하듯이 회전하는 불덩이로 적을 공격한다. 웃음소리는 삐-로 삐로삐로삐로. 극장판에선 조로에게 패하였다.
스칼렛 대장
성우 - ? / 선호제
시키 해적단 전투원. 사이보그 고릴라로 로빈같은 미인을 좋아한다. 말을 할줄 모르며 극장판에선 상디에게 패배하였다.

### 거병 해적단
도리(통칭 '푸른귀신') & 브로기(통칭 '붉은귀신')
성우 : 고우리 다이스케(도리), 이나다 테츠(브로기) / 윤세웅(도리, KBS), 전인배(브로기, KBS) / 유호한(도리, 투니버스), 이상범(브로기, 투니버스)
158세. 거병 해적단의 2인조 선장. 100년동안 리틀가든에서 둘이서 결투를 하고있다. 현상금 : 둘다 18억 베리
오이모 & 카아시
성우 : 오카모토 히로시(오이모), 후쿠하라 코우헤이(카아시) / 이호산(오이모, 투니버스), 신용우(카아시, 투니버스) / 안효민(오이모, 챔프), 심규혁(카아시, 챔프)
해군에게 속아 에니에스 로비에서 문지기를 하고 있었지만, 저격왕(우솝)의 도움으로 거짓을 알게된다.
故 요를(통칭 '폭포수염') & 야를(통칭 '산수염')
옛 거병해적단 선장이자 거인족 영웅. '폭포수염' 요를은 셈라를 먹고싶어해 패왕색 패기를 일으킨 빅 맘을 검으로 공격하려고 하지만, 오히려 링링에게 당해 죽임을 당한다.

### 쿡크(cook)해적단
제프(통칭 '붉은 다리')

### 룸바 해적단
요키(통칭 '캘리코 요키')
성우 : 마스타니 야스노리 → 타케모토 에이지
성우 :  김영찬
룸바 해적단 선장. 그랜드 라인을 항해하던 중 원인 불명의 병에 걸려 브룩에게 선장의 자리를 맡기고 먼저 그랜드 라인을 떠났다. 현재 생사불명.
브룩(통칭 '콧노래')
미즈타 형제(故 마다이스키 & 故 마와리토스키)
룸바 해적단의 선원인 쌍둥이 형제.
라분

### 스페이드 해적단
故 포트거스 D. 에이스

### 블루잼 해적단
블루잼
성우 : 송준석(투니버스 에피소드 오브 사보), 심승한(대원방송)
블루잼 해적단의 선장. 세계정부의 순찰을 위해 그레이 터미널을 불태운다는 고아 왕국의 계획에 귀족이 된다는 조건으로 협조하였으나 왕은 약속을 어겼고, 블루잼은 에이스가 숨긴 보물을 빼앗기 위해 루피와 에이스를 죽이려다가 다단 일행에게 당하고 말았다.
故 포르쉐미
성우 :김현욱 (애니원)
블루잼 해적단의 선원. 에이스와 사보가 빼앗은 보물을 되찾기 위해 루피를 고문하다가 에이스와 사보에게 당하고, 이 사실을 안 블루잼은 포르쉐미를 죽여 버렸다.

### 배럴스 해적단(추측)
故 디에스 배럴즈
배럴즈 해적단의 선장. 해군 장교 출신이며, 휘하의 부하 역시 전원 해병 출신이다. 13년 전 우연히 얻은 수술수술 열매를 50억 베리를 받고 해군에 넘기기로 약속되어 있었으나, 돈키호테 로시난테(코라손)가 수술수술 열매를 가로채는 바람에 거래가 무마되었고, 도플라밍고의 새장에 휘말려 해적단도 괴멸되었으며, 자신도 도플라밍고의 손에 살해당했다.
도리
배럴즈의 아들. 도플라밍고가 새장을 발동시켰을 때 새장에 갇히지 않은 덕에 해군선의 구조를 받을 수 있었다. 78권 SBS에서 초신성 중 한 명인 디에스 드레이크임이 밝혀졌다.

### 록스 해적단
故 록스 D. 지벡
록스 해적단의 선장이다. 이 해적단이 전설인 이유는 이 해적단 최고 간부 3인방 전원이 사황이 되었기 때문이다.
흰 수염
카이도
빅 맘(샬롯 링링)
시키(통칭'금사자')
은부(銀斧)
'캡틴 존'
'왕직(王直)'

## 기타 해적단

### 로시오 해적단
故 로시오 (통칭 '처형인')
로시오 해적단 선장. 현상금은 4천 200만 베리로 능력은 불명. 하이에나 베라미에게 눈 깜짝할 사이에 당한다.

### 왕투구 해적단
미카즈키
성우 :김영찬
왕투구 해적단 선장. 현상금 3천 600만 베리. 워터세븐의 갈레라 컴퍼니에서 배 수리를 공짜로 받으려고 파울리를 협박하다가 갈레라 컴퍼니 조선공들에게 전멸 당했다.

### 어금니개구리해적단
자세한 건 알려진 바 없으나 '은여우' 폭시가 이끄는 폭시 해적단과의 데비 백 파이트에서 선장, 항해사 등 많은 선원을 빼앗기고 괴멸되었다.

### 캔디 해적단
자세한 건 알려진 바 없으나 센트 포플러 항구에서 난동을 부리다가 아이스버그가 이끄는 갈레라 컴퍼니에 의해 전멸당했다.

### 갈색수염 해적단
차드로스 히겔리게스악어 켄타우로스,통칭 '갈색수염','보스')
갈색수염 해적단의 선장. 최근에 등장해서 흰 수염의 보호지는 다 자기것이라고 하면서 등장. 하지만 얼마 안 가서 신세계에서 바질 호킨스에 의해 다리를 잃으나 펑크 하자드에 들어가 시저 클라운에 의해 구해지고, 칠무해가 된 트라팔가 로에게서 악어 다리를 받는다. 루피 일행과 싸우다 포로가 되었지만 갑자기 나타난 시저 클라운의 부하인 예티 쿨 브라더스에게 당한다. 그러나 용케 빠져나와 시저와의 전투에 합류하고, 전투 후 G-5에 체포된다. 커다랗고 무식한 덩치와는 다르게 부하들을 끔찍히 생각하는 마음을 가졌고, 시저에게 배신감을 느끼는 불쌍한 캐릭터. 이후 부하들과 함께 스모커에게 체포된다. 현상금은 前 8006만 베리.

### 블랙 일당
데마로 블랙 (통칭 '세갈래 혓바닥')
블랙 일당의 두목. 현상금은 2600만 베리. 몽키 D. 루피의 밀짚모자 해적단이 행방불명되자 부하들과 함께 밀짚모자 해적단을 사칭하고 샤본디 제도에서 여러 루키 해적들을 모으다가 센토마루에게 체포되었다.
만자로
가짜 조로.
(가짜 밀짚모자 해적단 전원의 본명은 원피스 설정집 'Blue'에 수록돼있다.)
쇼콜라
가짜 나미
마운블루틴
가짜 우솝.
드립
가짜 상디.
야생 여우
가짜 쵸파. 원래는 여우. 코코아(가짜 로빈)의 머리를 물어 뜯다가 얼떨결에 같이 납치됐다.
코코아
가짜 로빈. 샤본디제도 편에서 진짜 로빈 대신에 의문의 사내들에게 납치됐다.
투르코
가짜 프랑키

### 알비온 해적단(추측)
알비온 (통칭 '중상')
알비온 해적단의 선장. 현상금은 9200만 베리. '중상'이라는 별명답게 머리에 중상을 입은 것처럼 붕대를 감고 있다. 가짜 밀짚모자 해적단에게 속아 센토마루에게 체포되었다.

### 두티 해적단(추측)
두티 (통칭 립 '서비스' 두티)
두티 해적단의 선장. 현상금은 8800만 베리. 가짜 밀짚모자 해적단에게 속아 센토마루에게 체포되었다. '립 서비스'라는 별명과 입술을 빨갛게 칠하고 다니는 것으로 보아 뉴하프로 추측된다.

### 자이로 해적단
자이로 (통칭 '집게손')
자이로 해적단의 선장. 사우스 블루 출신으로 현상금은 7300만 베리. 왼손에 게의 집게발처럼 생긴 큰 집게를 달고 있다. 신 어인 해적단 몰래 어인섬 근처의 어인가에서 도망치다가 호디 존스에 의해 일당 전체가 당하고 말았다.

### 이데오 해적단
이데오 (통칭 '파괴포')
XXX급 복서이자 이데오 해적단에 선장이다.
블루 길리 (통칭 '자오쿤도 격투가)
다리가 긴 족장족이다.
압둘라
前 현상금 사냥꾼.
제트
前 현상금 사냥꾼.

### 신(新) 거병 해적단
하이루딘
스탄센
신(新) 거병 해적단에 조선공이다.
로드
신(新) 거병 해적단에 항해사이다.
골드버그
신(新) 거병 해적단에 요리사이다.
게루즈
성우 : 쿠와타니 나츠코
신(新) 거병 해적단에 선의이다. 어렸을 때 '사황' 중 한 명인 빅 맘(샬롯 링링)과 엘바프에서 함께 보냈다.

## 참고 사항
1. ↑  코즈키 오뎅이 샹크스를 부르는 호칭
2. ↑  원피스 필름 레드 및 TVA 1029화
3. ↑  비브르카드 부스터팩 18탄, 앞전에 나온 반더 덱켄 9세에 이어 두번째 어인 능력자이다.
4. ↑  비브르카드 부스터팩 18탄
5. ↑  조로가 킹을 불렀던 호칭.
6. ↑  비브르카드에서 밝혀짐. 퀸보다 7000만 베리가 많음.
7. ↑  현상금이 10억 베리인 잭보다 3억 2000만베리 더 높지만, 현상금이 13억 9000만 베리인 킹 보다는 낮다.
8. ↑  살을 일부러 빼지 않는 타입인 퀸은 심각한 상태의 모습이 된다.
9. ↑  원피스 91 정발권에선 홀덤. 루피는 홀더북이라고 부른다. 더빙판:홀더머
10. ↑  덴지로와 효고로의 말에 의하면 백수해적단 토비롯포들은 모두 공룡 능력자들이라고 함.
11. ↑  누나 울티가 페이지 원을 부르는 호칭
12. ↑  비브르카드에서 밝혀짐.
13. ↑  동생인 페이지 원 보다 2살 누나이다.
14. ↑  비브르카드 밝혀짐.
15. ↑  비브르카드 부스터팩 23권 정발권에서 밝혀짐.
16. ↑  비브르카드 부스터팩 23탄 정발권에서 밝혀짐.
17. ↑  비브르카드 부스터팩 23권 정발에서 밝혀짐.
18. ↑  비브르카드 부스터팩 23권 정발권에서 밝혀짐.
19. ↑  비브르카드 부스터팩 23탄 정발권에서 밝혀잠.
20. ↑  비브르카드 부스터팩 23탄 정발권에서 밝혀짐,
21. ↑  비브르카드에서 밝혀짐.
22. ↑  비브르카드 부스터팩 9탄에서 밝혀짐.
23. ↑  오거(Oger)는 독일어로 '(동화에서) 사람을 먹는 귀신'을 뜻한다.
24. ↑  비브르카드 부스터팩 9탄.
25. ↑  비브르카드 부스터팩 9탄.
26. ↑  비브르카드 부스터팩 9탄.
27. ↑  이 병병 열매 능력으로 트라팔가 로를 비롯한 하트 해적단 전부 여자가 되는 병에 걸리게 하여 모두 여자로 만들었다.
28. ↑  비브르카드 부스터팩 9탄에서 밝혀짐.
29. ↑  비브르카드 부스터팩 4탄.
30. ↑  비브르카드 부스터팩 4탄.
31. ↑  비브르카드 부스터팩 4권
32. ↑  이후, 루루시아 왕국 사람들에게 베티가 비블 카드를 준다.
33. ↑  이후 샬롯 카타쿠리를 맡는다.
34. ↑  비브르 카드 부스터팩 1권에서 밝혀짐.
35. ↑  니코 로빈과 같음.
36. ↑  토니토니 쵸파와 같음.
37. ↑  카쿠, 프랑키와 같음.
38. ↑  폭시와 같음.
39. ↑  드레스로자 사건 후 5천만 베리가 늘어났다.
40. ↑  이후, 밀짚모자 해적단의 선원들에 대한 많은 정보들을 조사한다.
41. ↑  루피가 키드를 부르는 호칭.
42. ↑  밀짚모자 해적단이 로를 부르는 호칭.
43. ↑  원피스 정발권 107권 SBS에서 밝혀짐.
44. ↑  비브르카드 19탄에서 밝혀짐.
45. ↑  비브르카드 19탄에서 밝혀짐.
46. ↑  원피스 54권 참조
47. ↑  1억 베리에서 무려 17억 베리로 올라감.
48. ↑  비브르카드 부스터팩 12탄에서 밝혀짐.